# Indenture

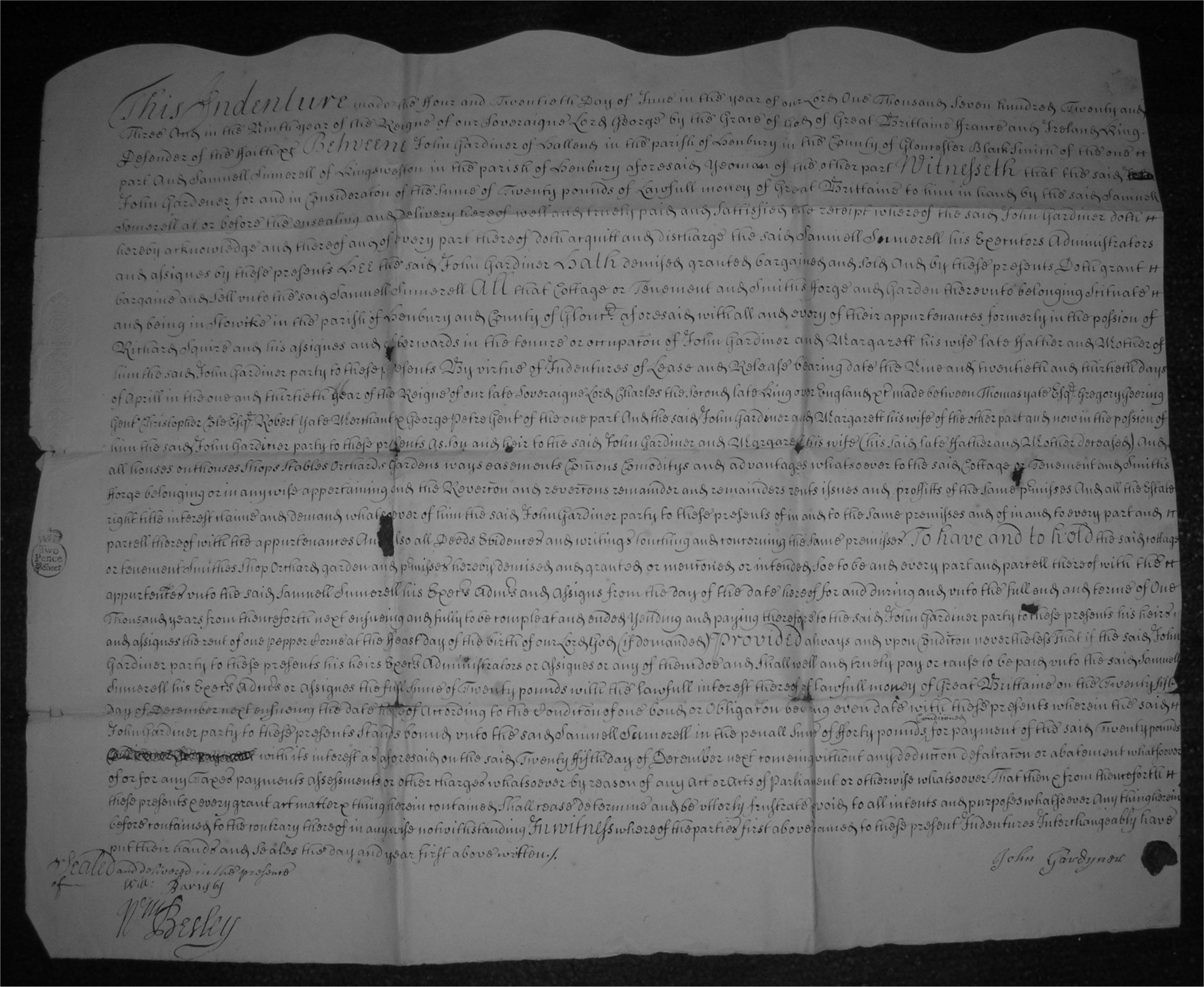
Contrat dindenture britannique de 1723.

L'indenture est un mot anglais désignant un type particulier de contrat synallagmatique, caractérisé par l'indentation du document sur lequel il est rédigé. L'indenture était, en particulier, utilisée pour fixer le statut de ceux que l'on appelle en anglais les indentured servants. 

## Histoire

### Étymologie et origine
Il s'agit d'un contrat rédigé sur un document - en un ou deux exemplaires - qui est ensuite indenté, c'est-à-dire découpé avec des ciseaux à dents ou de façon à former des dents de sorte que seules les deux parties ayant reçu une partie ou un exemplaire indenté du contrat puissent prouver cet engagement en faisant correspondre les deux parties. C'est la reprise du système antique du symbole. Ce type de contrat est utilisé quand l'un au moins des contractants est analphabète. 

### Moyen Âge
Durant la guerre de Cent Ans, de nombreux engagements de troupes et mercenaires ont été contractés de cette manière. En Angleterre mais dans d'autres pays également, comme en Italie où les condottieri (chef de soldats mercenaires) réalisaient aussi ce type de contrat. On parle aussi d'« endenture » en français.

### Abandon des enfants
Dans le cas de l'abandon des enfants en Europe à l'époque moderne, l'indenture se réduit à une simple carte à jouer indentée au moment de l'abandon des enfants dans les hôpitaux. Les parents laissaient avec l'enfant une partie de la carte et gardaient l'autre dans l'espoir de pouvoir retrouver un jour l'enfant abandonné.

### Colonisation
Pour peupler les colonies d'Amérique, les puissances coloniales européennes ont utilisé l'indenture qui était un contrat de travail, du type de la domesticité (servants), volontaire et temporaire, par lequel une personne s’engage à travailler pour une durée limitée sur les terres d’un colon dans la condition des domestiques (besoins pris en charge et sans salaire réel) en échange du paiement de son voyage transatlantique par le colon et, parfois, de l’obtention d’une terre en pleine propriété au terme du contrat. 
Afin de fournir une main-d'œuvre qualifiée et à bon marché aux seigneuries de la Nouvelle-France, le Royaume fit appel à des engagés. On les appelait alors les « trente-six mois ». Cette méthode de recrutement fut très populaire au XVIIe siècle, puis redevint à la mode peu après le traité d'Utrecht. Le 20 mars 1714, une ordonnance royale ordonna aux capitaines de navire marchand de transporter aux Amériques « depuis trois engagés jusqu'à six suivant le port de leurs vaisseaux ». Une surveillance se faisait tant au départ de la France qu'à l'arrivée à Québec. Une fois la période de trente-six mois écoulée, les engagés étaient libres d'acheter leurs terres, devenir censitaires, ou bien de retourner en France s'ils le désiraient. Le nombre d'engagés vers la Nouvelle-France fut toutefois peu élevé et la majorité d'entre eux choisissaient les Antilles comme destination.

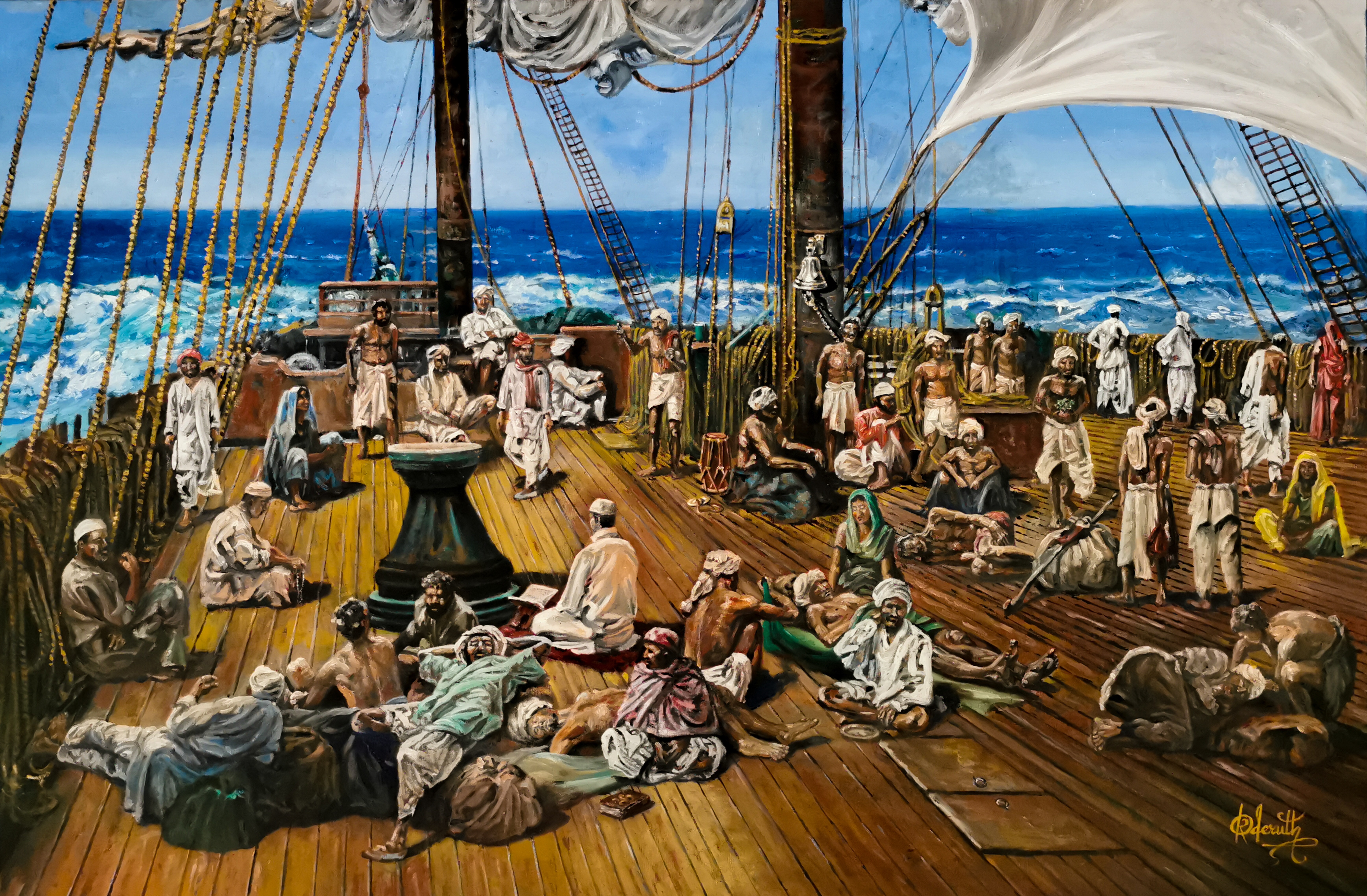
Engagés indiens en route vers l'Île Maurice, c. 1830.

Dans le monde anglo-saxon, ces personnes sont appelées des indentured servants. Pour ceux allant dans les colonies de l'empire britannique, (Australie et les Treize colonies britanniques en Amérique du Nord en particulier) la durée du contrat était en général de cinq ou sept ans.
Au XVIIe et XVIIIe s., près de la moitié des Européens débarquant dans les colonies américaines étaient des indentured servants. Ils représentaient encore 5 % de la population au moment de la Déclaration d'indépendance en 1776.
De nombreux Indiens, en particulier originaires du Gujarat, arrivèrent en Afrique australe au XIXe siècle pour travailler dans les mines avec ce statut d'indentured servants. Gandhi, en Inde en 1893 à 1914, en défendit de nombreux face à leurs patrons.

### Controverse
(mars 2018).
Si vous disposez d'ouvrages ou d'articles de référence ou si vous connaissez des sites web de qualité traitant du thème abordé ici, merci de compléter l'article en donnant les références utiles à sa vérifiabilité et en les liant à la section « Notes et références ».
Certains historiens ont pu avancer que, de 1619, date du débarquement à Jamestown du premier Africain, à 1660, les Africains amenés de force sur le nouveau continent, furent traités comme des indentured servants et libérés au bout de sept ou cinq ans, pourvus d’un lopin de terre et des instruments aratoires nécessaires à son entretien. La différence majeure du statut de ces Africains - si tel était vraiment le cas - avec les indentured servants européens réside dans le caractère involontaire et forcé de leur venue en Amérique puisqu'ils étaient déportés de leur pays contre leur gré et sans contrat. Ce qui faisait d'eux des esclaves et non des domestiques. 
Toutefois, il y a un exemple d'indenture à travers Anthony Johnson qui était un Africain venu de l’actuel Angola. Il avait été amené dans une des colonies britanniques d'Amérique pour travailler dans une ferme de tabac en 1619. En 1622, il faillit mourir quand des Indiens Powhatan attaquèrent sa ferme, 52 des 57 personnes présentes périrent dans l’attaque.  C’est aussi pendant son passage dans cette ferme qu’il épousa une servante noire.
Quand Anthony fut libéré, il fut légalement reconnu comme “Noir libre” et fit fructifier son lopin de terre avec beaucoup de succès grâce à son dur labeur et son intelligence. En 1651, il possédait 250 acres (100 hectares) et cinq serviteurs africains en « indenture ».
Puis en 1654 Johnson aurait dû libérer John Casor, un de ses serviteurs. Au lieu de cela, Anthony dit à Casor qu’il prolongeait son temps. Casor s’enfuit et devint l’employé d’un fermier blanc, Robert Parker.
Anthony Johnson poursuivit aussitôt en justice Robert Parker devant le tribunal de Northampton et, en 1655, la cour jugea qu’Anthony Johnson pourrait retenir John Casor indéfiniment. La cour autorisa ainsi les noirs libres à posséder des êtres de leur propre race comme biens meubles, c’est-à-dire comme esclaves. Voilà comment John Casor est devenu le premier esclave à vie (ou le deuxième, après John Punch) et Anthony Johnson le premier propriétaire américain d’esclave.